# Салиха Дилашуб-султан
Салиха́ Дилашу́б-султа́н также Ашу́б-султа́н или  Ашубе́-султа́н (ок. 1627 — 4 декабря 1689 года) — наложница османского султана Ибрагима I (носила титул хасеки), мать султана Сулеймана II, валиде-султан.

## Биография
О происхождении Салихи Дилашуб данных нет. В конце 1630-х годов она попала в султанский гарем, где прошла соответствующую подготовку. В 1640 году султаном стал Ибрагим I, сменивший на троне брата Мурада IV. Мать султана валиде Кёсем-султан, озабоченная судьбой династии, стала подыскивать сразу нескольких наложниц для сына; в 1641 году Салиха стала третьей хасеки Ибрагима I, а в апреле 1642 года — одной из трёх хасеки, родивших Ибрагиму шехзаде: спустя три месяца после появления на свет шехзаде Мехмеда, сына Турхан-султан, и за десять месяцев до рождения шехзаде Ахмеда, сына Хатидже Муаззез-султан, Салиха родила своего единственного сына — будущего Сулеймана II. Достоверно неизвестно, сколько всего детей было у султана от Салихи, однако помимо Сулеймана её ребёнком была Айше, родившаяся в 1646 году.
В правление Ибрагима его хасеки получали выплаты в размере 1000 акче в день, кроме Салихи Дилашуб, которая получала 1300 акче в день, что может свидетельствовать об особом к ней расположении султана. Вероятно особая привязанность Ибрагима I к своей второй хасеки окончилась с началом его отношений с Хюма Шах-султан, с которой Ибрагим заключил никях за восемь месяцев до своей смерти.
Психическое состояние Ибрагима, как и ставшее результатом его правления критическое положение османского государства, стремительно ухудшались и к 1648 году все придворные группировки, включая мать султана, пришли к убеждению о необходимости его скорейшего свержения. 8 августа 1648 года султан был свергнут и через несколько дней убит. Во главе огромной страны оказался его шестилетний сын от Турхан — Мехмед IV. Другие сыновья покойного султана оказались заперты в т. н. кафесе, а его жёны и наложницы, среди которых оказалась и Салиха Дилашуб, были высланы в Старый дворец.

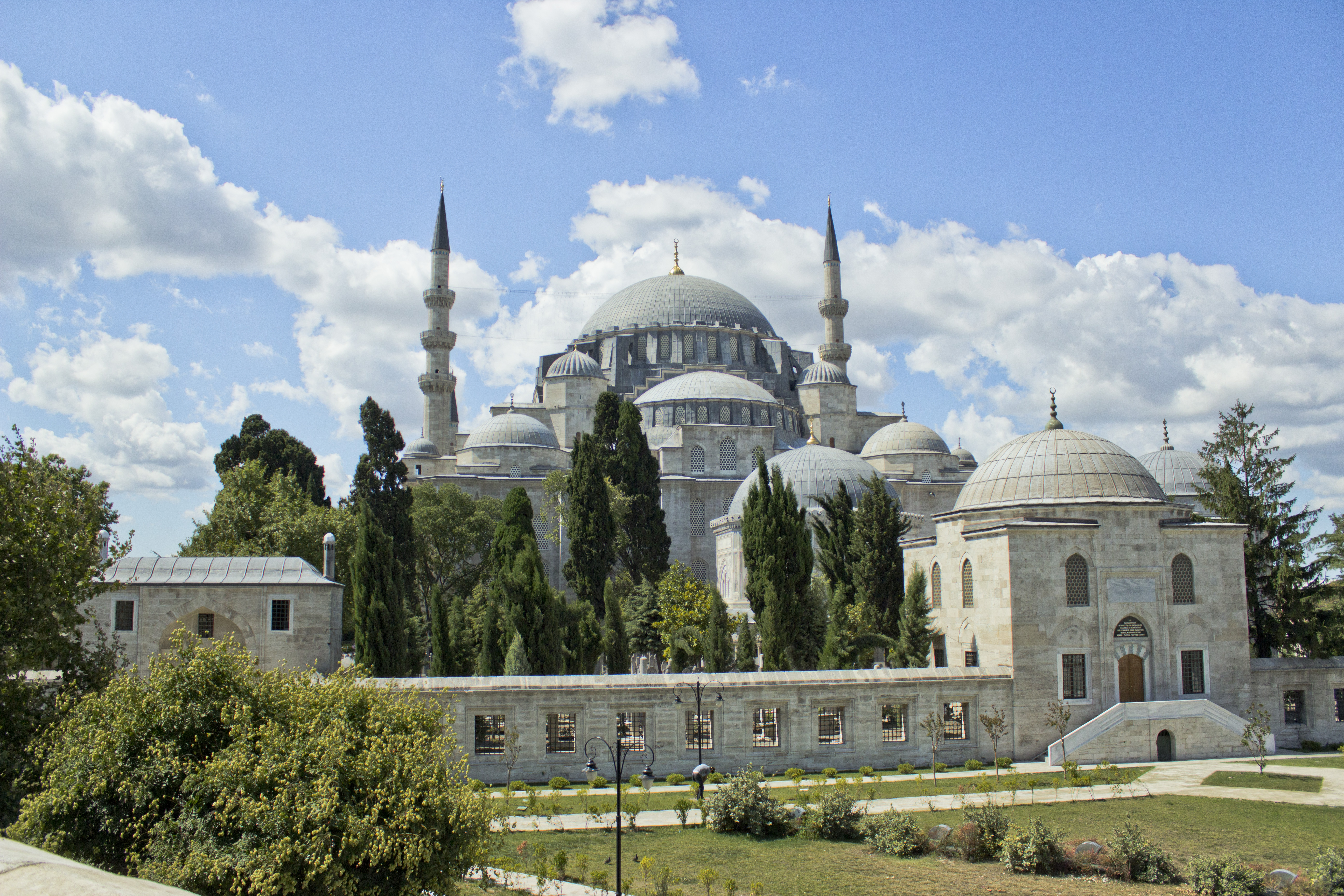
Мечеть Сулеймание, в которой похоронена Салиха Дилашуб-султан

С восшествием на престол Мехмеда IV его мать должна была получить титул валиде-султан и все полагающиеся привилегии, однако в силу возраста и неопытности она была отстранена от власти бабушкой маленького султана Кёсем-султан, которая к тому моменту успела побывать валиде-регентом дважды. «Простодушная, имевшая необузданный нрав» Салиха надеялась на то, что конфликт разрешится в пользу Кёсем, которая с помощью янычар планировала избавиться от Мехмеда IV и посадить на трон сына Салихи, казавшейся Кёсем более покладистой. Однако планы Кёсем были переданы Турхан Мелеки-хатун, одной из служанок старшей валиде, которая оказалась двойным агентом. В ночь на 2 сентября 1651 года Кёсем-султан была задушена в своих покоях сторонниками Турхан.
Со смертью свекрови Салиха Дилашуб лишилась надежды на скорое восшествие сына на престол. Правление Мехмеда IV длилось 39 лет и всё это время Салиха Дилашуб пребывала в Старом дворце. В ноябре 1687 года султан Мехмед IV был свергнут и трон наконец перешёл к сыну Салихи Дилашуб, которая получила долгожданный титул и соответствующее положение. Когда Салиха стала валиде, она уже пребывала в весьма преклонном возрасте; она не вмешивалась в политику, предпочитая заниматься делами гарема и благотворительностью. В надежде на то, что её сын сможет оставить после себя хотя бы одного наследника, Салиха подобрала ему нескольких наложниц, однако Сулейман II умер бездетным. Сама Салиха Дилашуб-султан умерла 5 ноября или 4 декабря 1689 года, за полтора года до смерти сына. Османский историк Мехмед Сюррея отмечает, что Салиха Дилашуб умерла в возрасте девяноста лет, однако в таком случае она стала фавориткой султана уже в возрасте сорока лет. Салиха Дилашуб-султан была похоронена в тюрбе султана Сулеймана I Кануни в мечети Сулеймание.

## Киновоплощения
В турецком историческом фильме «Махпейкер» (2010) роль Салихи Дилашуб-султан исполнила Гёкджан Гёкмен. 
В турецком историко-драматическом телесериале «Великолепный век. Империя Кёсем» роль Салихи исполняет Эдже Гюзель.
Салиха появляется в романе украинского журналиста Александры Шутко «Хатидже Турхан».